# Versols-et-Lapeyre
Versols-et-Lapeyre är en kommun i departementet Aveyron i regionen Occitanien i södra Frankrike. Kommunen ligger  i kantonen Saint-Affrique som ligger i arrondissementet Millau. År 2022 hade Versols-et-Lapeyre 419 invånare.

## Befolkningsutveckling
Antalet invånare i kommunen Versols-et-Lapeyre
Referens: INSEE